# Wrexham
Wrexham (en  gal·lès: Wrecsam) és una autoritat unitària situada a l'extrem septentrional de Gal·les.
Limita al nord-oest amb els comtats de Flintshire i Denbighshire. Al sud i l'occident amb Cheshire, a Anglaterra.